# Baron Bryan

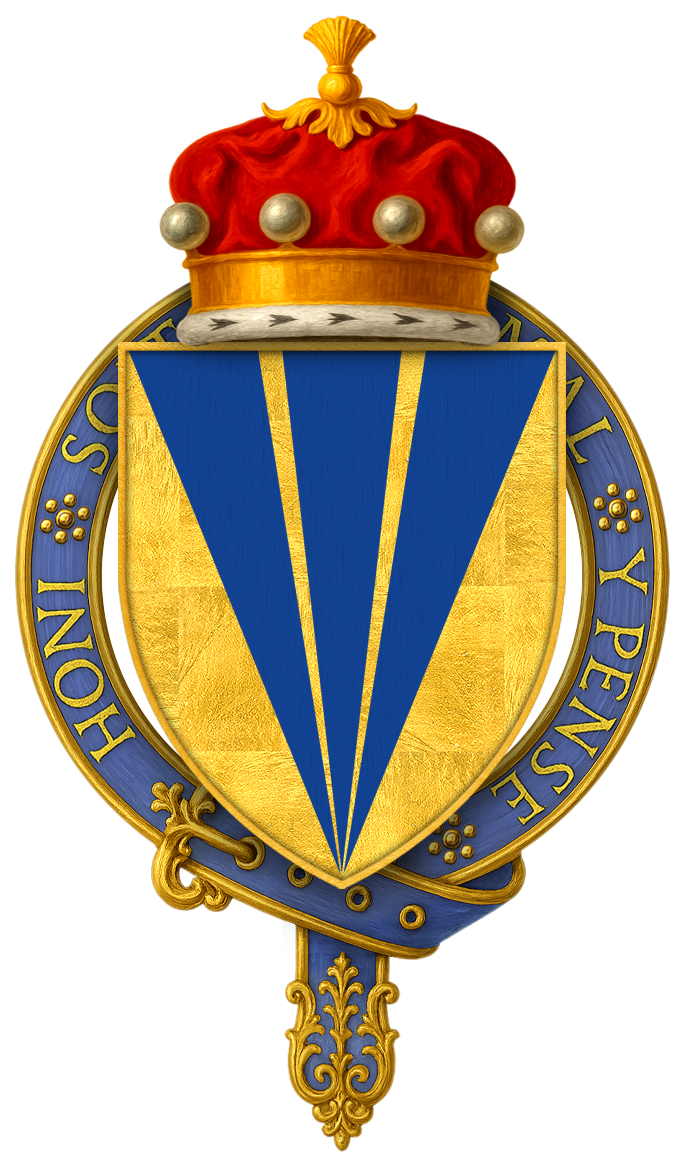
Wappen des 1. Baron Bryan

Baron Bryan (auch Brian) war ein erblicher britischer Adelstitel in der Peerage of England.

## Verleihung und Abeyance
Der Titel wurde am 25. November 1350 als Barony by writ für Sir Guy Bryan geschaffen, indem dieser durch Writ of Summons ins Parlament berufen wurde. Er war ein anglonormannischer Ritter, der die Burg Laugharne Castle in Südwales besaß. Bei seinem Tod am 17. April 1390 war sein ältester Sohn Sir Guy de Bryan († 1386) bereits verstorben, hatte aber zwei Töchter hinterlassen, so dass der Titel in Abeyance zwischen diesen fiel. Die Abeyance wurde nie förmlich beendet, gleichwohl zwischen 1406 und 1571 einigen seiner Nachfahren der Titel formell zugestanden hätte. Diese sind im Folgenden daher als „de jure-Barone“ gelistet, gleichwohl sie den Titel nie offiziell führten.
Nach dem kinderlosen Tod der älteren Tochter Philippa 1406 fiel der Rechtsanspruch auf den Titel an deren Schwester Elizabeth, nach deren Tod an ihre Tochter Maud. 1436 erbte deren einziger Sohn Humphrey FitzAlan, 15. Earl of Arundel das Recht auf den Titel. Nach dessen Tod fiel das Recht auf den Titel 1438 an seine Halbschwester Avice Stafford, Countess of Ormonde und nach deren Tod 1457 an deren entfernte Cousine Eleanor, Countess of Northumberland, eine Nachfahrin der Tochter aus der ersten Ehe von Guy Bryan. Deren Erben waren die Earls of Northumberland aus dem Haus Percy. Mit der Verurteilung von Thomas Percy, 7. Earl of Northumberland verfiel das Recht auf den Titel 1571.

## Liste der Barone Bryan (1350)
- Guy Bryan, 1. Baron Bryan (um 1309–1390) (Titel abeyant 1390)
  - Elizabeth Bryan, de jure 2. Baroness Bryan (um 1380–nach 1406) (Anspruch auf Titel ab 1406)
  - Maud Lovel, de jure 3. Baroness Bryan († 1436)
  - Humphrey Fitzalan, 15. Earl of Arundel, de jure 4. Baron Bryan (1429–1438)
  - Avice Stafford, de jure 5. Baroness Bryan (1423–1457) ⚭ James Butler, 5. Earl of Ormonde
  - Elanor de Poynings, de jure 5. Baroness Poynings, de jure 6. Baroness Bryan ⚭ 1435 Henry Percy, 2. Earl of Northumberland
  - Henry Percy, 3. Earl of Northumberland, de jure 7. Baron Bryan (1421–1461)
  - Henry Percy, 4. Earl of Northumberland, de jure 8. Baron Bryan (1449–1489)
  - Henry Percy, 5. Earl of Northumberland, de jure 9. Baron Bryan (1478–1527)
  - Henry Percy, 6. Earl of Northumberland, de jure 10. Baron Bryan (1502–1537)
  - Thomas Percy, 7. Earl of Northumberland, de jure 11. Baron Bryan (1528–1572) (Titel verwirkt 1571)